# Luzette
De Luzette is een hanglamp in de stijl van art deco, ontworpen door Peter Behrens.
In 1907 werd Peter Behrens door Emil Rathenau benoemd tot artistiek adviseur van de Allgemeine Elektricitäts-Gesellschaft (AEG), bedrijf waarvoor hij gebouwen ontwierp, zoals turbinehal in Berlijn-Moabit, en arbeiderswijken.  
Naast zijn architecturale verwezenlijkingen ontwierp hij ook andere producten van industriële inslag, zoals logo's, ventilatoren, lampen, enz. en creëerde zo voor het eerst een uniform ontwerp voor het bedrijfslogo van AEG.
Een van zijn verwezenlijkingen is de sierlijke hanglamp die hij ontwierp na de Eerste Wereldoorlog. Hij gaf de lamp de naam "Luzette" naar de koosnaam van zijn moeder Luise Behrens-Burmeister.  De lamp werd door Siemens gecommercialiseerd en werd opgenomen in de "Katalog der Firma Siemens & Halske" uit 1928.  Oorspronkelijk werd ze geproduceerd in twee diameters : 24 en 32 cm als plafondlamp in grote herenhuizen. Wegens het vernuftig systeem van verstelbaar lichtpunt en het diffuus glas werd het model naderhand opgepikt door de industrie voor gebruik als verlichting van werkruimtes, laboatoria, kantoortuinen en kamers in ziekenhuizen. Op een bepaald moment kon men kiezen uit ongeveer 90 varianten op basis van materiaalsamenstelling en kon men zelfs de lengte kiezen. 